# Herman De Croo
Pour les articles homonymes, voir De Croo.
Herman Francies Joseph De Croo, né le 12 août 1937 à Opbrakel en Belgique, est un homme politique belge. Il a été réélu député flamand en 2019 et fut bourgmestre de Brakel jusqu'en 2012, où il est remplacé par son fils.
Membre de l'Open Vld. Il est Ministre d'État depuis le 3 juin 1998 et Président de la Chambre des représentants du 1er juillet 1999 au 12 juillet 2007. Lors de la crise politique de l'été 2007, il fait partie des Ministres d'État consultés officiellement par le roi Albert II de Belgique au château du Belvédère pour sortir de la crise. Très proche de la famille royale belge, il a présidé la Fondation cardiologique Princesse Lilian et défend régulièrement la monarchie dans les débats.

## Biographie

### Jeunesse et formation
Après sa formation chez les Jésuites à Mons, il obtient son doctorat en droit à l'Université libre de Bruxelles en 1961.

## Mandats politiques
- 25 avril 1974 - 18 avril 1977 : Ministre de l'Éducation nationale (Gouvernements Tindemans I et II)
- 18 mai 1980 - 22 octobre 1980 : Ministre des PTT (Postes, Télégraphes et Téléphones) et des Pensions (Gouvernement Martens III)
- 17 décembre 1981 - 28 novembre 1985 : Ministre des Transports et des PTT (Gouvernement Martens V)
- 28 novembre 1985 - 9 mai 1988 : Ministre des Transports et du Commerce extérieur (Gouvernements Martens VI et VII)

- 1er juillet 1999 - 12 juillet 2007 : Président de la Chambre des représentants
- septembre 1995 - juin 1997 : Président du V.L.D
- 1968 - 1974/1977 - 1980/1980 - 1981/1988 - 1991/1995 - 1999/ 2007 - 2014 : Député fédéral
- 1991 - 1995 : Sénateur
- Depuis 2014 : Député flamand
- 1964 - 1971 : Bourgmestre de Michelbeke
- 1977 - 1982/1994 - 2000 : Premier échevin de Brakel
- 2001 - 2012 : Bourgmestre de Brakel

Cinq de ses ancêtres ont exercé avant lui la fonction de bourgmestre de Brakel.

## Carrière professionnelle
- 1961 - 1962 : Chargé de cours à l'université de Chicago Law School
- 1963 - 1968 : Chargé de cours à l'ULB

## Vie privée
Marié à Françoise Desguin, le couple est parent de deux enfants. Leur fils Alexander, ingénieur de formation, devient président de l'Open VLD le 12 décembre 2009 malgré son manque d'expérience en politique et devient ensuite Premier ministre de Belgique en octobre 2020.
Sa fille Ariane s'est elle aussi lancée en politique, au sein de l'Open VLD dans la Région bruxelloise où elle vit après avoir épousé un francophone.
Herman de Croo a déclaré souffrir d'un début de cancer de la corde vocale droite, diagnostiqué durant le mois de juin 2009.
Il est membre honoraire du Rotary-Club de Renaix.
En 2023, il décide de faire don à la Fondation contre le cancer l'indemnité supplémentaire qu'il a reçue illégalement au fil des ans depuis son départ à la retraite.

## Décorations et distinctions
- Grand officier de l'ordre de Léopold
- Grand-croix de l'ordre de la Couronne
- Croix civique de 1re classe
- Chevalier grand-croix de l'ordre d'Orange-Nassau (Pays-Bas)
- Grand-croix de l'ordre de la Couronne de chêne (Luxembourg)
- Grand-croix de l'ordre de Dannebrog (Danemark)
- Commandeur grand-croix de l'ordre royal de l'Étoile polaire (Suède)
- Grand-croix de l'ordre royal norvégien du Mérite (Norvège)
- Chevalier de la Légion d'honneur (France)
- Grand officier de l'ordre du Croissant vert (Comores)
- Grand-croix de l'ordre de l'Aigle aztèque (Mexique)
- Chevalier grand-croix de l'ordre du Mérite de la République italienne (Italie, 20 février 1986)[5]
- Médaille Gwanghwa de l'ordre du Mérite du service diplomatique (Corée du Sud)
- Grand-croix de l'ordre de l'Infant Dom Henri (Portugal)
- Commandeur de l'ordre de la Rose blanche (Finlande)
- Grand-croix de l'ordre du Mérite (Pologne)
- Grand-croix de l'ordre de l'Honneur (Grèce)
- Ministre d'État (Belgique)
- Prix BeNeLux-Europa du Centre universitaire BeNeLux
- Docteur honoris causa de l'université d'Astana (Kazakhstan)